# Joost Schmidt

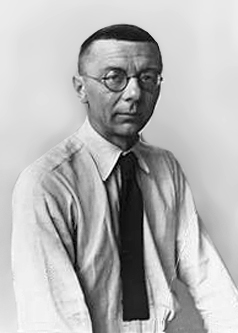
Joost Schmidt in Dessau, 1932

Joost Schmidt (geboren 5. Januar 1893 in Wunstorf; gestorben 2. Dezember 1948 in Nürnberg) war ein deutscher Typograf, Maler und Lehrer am Bauhaus.

## Leben

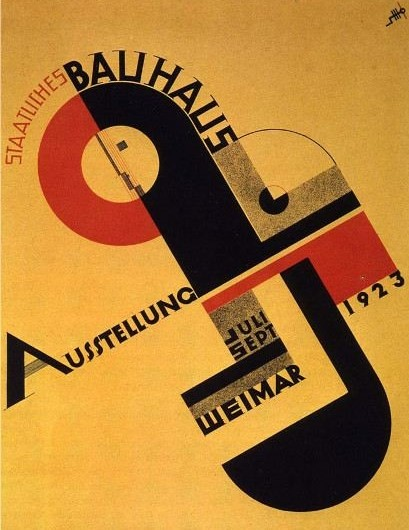
Plakat von Joost Schmidt zur Bauhausausstellung von 1923

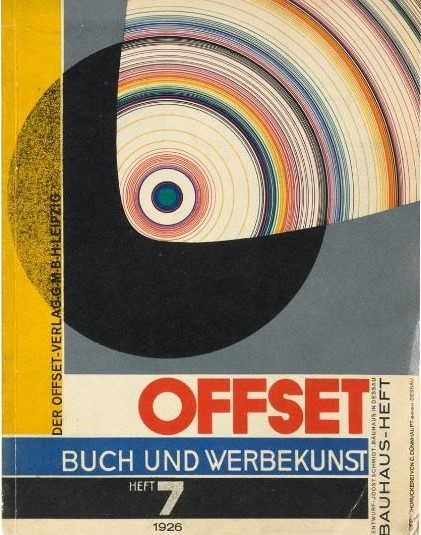
Bauhausheft 7 1926

Schmidt studierte von 1910 bis 1914 in Weimar an der Hochschule für Bildende Künste. Er war Soldat im Ersten Weltkrieg und geriet in amerikanische Kriegsgefangenschaft in Frankreich. Danach war er bis 1925 Meisterschüler am Bauhaus in Weimar. 1925 heiratete er die Bauhausschülerin Helene Nonné (1891–1976). Von 1925 bis 1932 lehrte er selbst am neu errichteten Bauhaus Dessau, wo er zwischenzeitlich die plastische Werkstatt, die Reklame-Abteilung und die Bauhausdruckerei leitete.
1935 bis 1936, als man ihm ein Lehrverbot auferlegte, lehrte Schmidt an der von Hugo Häring geleiteten Privatschule Kunst und Werk (ehemals Reimann-Schule).
Nach dem Zweiten Weltkrieg nahm Schmidt eine Professur an der Hochschule für bildende Künste in Berlin an. 1946 gestaltete er mit einer Gruppe von Bauhäuslern die Ausstellung „Berlin plant/Erster Bericht“ sowie 1947/48 Ausstellungen für das USA Exhibition Center.
Im Jahr 1964 wurden posthum Arbeiten von ihm auf der documenta III in Kassel in der Abteilung Graphik gezeigt.

## Schrift
- Lehre und Arbeit am Bauhaus 1919–32. mit Beiträgen von Heinz Loew und Helene Nonne-Schmidt. Düsseldorf : Edition Marzona, 1984